# Cratere Fontana (Marte)
Fontana è un cratere sulla superficie di Marte.
Il cratere è dedicato all'astronomo italiano Francesco Fontana.